# Max Lotz
Max Theodor Lotz (* 27. September 1919 in Erfurt; † 3. November 1992 in Zweibrücken) war ein deutscher Politiker (FDP).

## Leben
Nach dem Besuch der Bürgerschule absolvierte Lotz eine kaufmännische Lehre, die er mit der Handelsgehilfenprüfung abschloss. Im Anschluss erhielt er eine Stelle beim Raiffeisenverband, für den er von 1939 bis 1945 als Geschäftsführer tätig war. Er war Mitglied der Hitlerjugend und beantragte 1937 die Aufnahme in die NSDAP, die aber zwei Jahre darauf, bei gleichzeitigem Ausschluss aus der HJ, abgelehnt wurde.
Lotz trat 1946 in die liberale Demokratische Partei ein und wurde nach deren Umbenennung Mitglied der FDP. Er war Vorsitzender des Landesverbandes der Jungdemokraten und Mitglied im geschäftsführenden Landesvorstand der FDP Rheinland-Pfalz. Daneben war er Mitglied im geschäftsführenden Landesausschuss des Rings politischer Jugend.
Lotz war Mitglied des Stadtrates von Betzdorf und Kreistagsabgeordneter im Landkreis Altenkirchen. Bei den Landtagswahlen 1951 und 1955 wurde er jeweils über einen Listenplatz der FDP in den Rheinland-Pfälzischen Landtag gewählt, dem er bis 1959 angehörte. Im Landtag war er von 1951 bis 1955 Mitglied des Hauptausschusses und von 1955 bis 1959 des Haushalts- und Finanzausschusses. Von 1959 bis 1969 war er Erster Bürgermeister der Stadt Zweibrücken und somit Stellvertreter des Oberbürgermeisters Oskar Munzinger.
Neben seiner kommunal- und landespolitischen Tätigkeit kandidierte Lotz zweimal für den Deutschen Bundestag; seine Kandidaturen in den Jahren 1949 und 1969 verliefen jedoch erfolglos.